# Dol-de-Bretagne
Dol-de-Bretagne település Franciaországban, Ille-et-Vilaine megyében. Lakosainak száma 5786 fő (2022. január 1.). Dol-de-Bretagne Baguer-Morvan, Baguer-Pican, Epiniac, Mont-Dol és Roz-Landrieux községekkel határos.

## Fekvése
Cherrueix és  Le Vivier-sur-Mer, városoktól és a tengertől délre. Rennestől délre 55 km-rel, egy szikla szélén, húsz méter magasságban fekvő település.

## Története

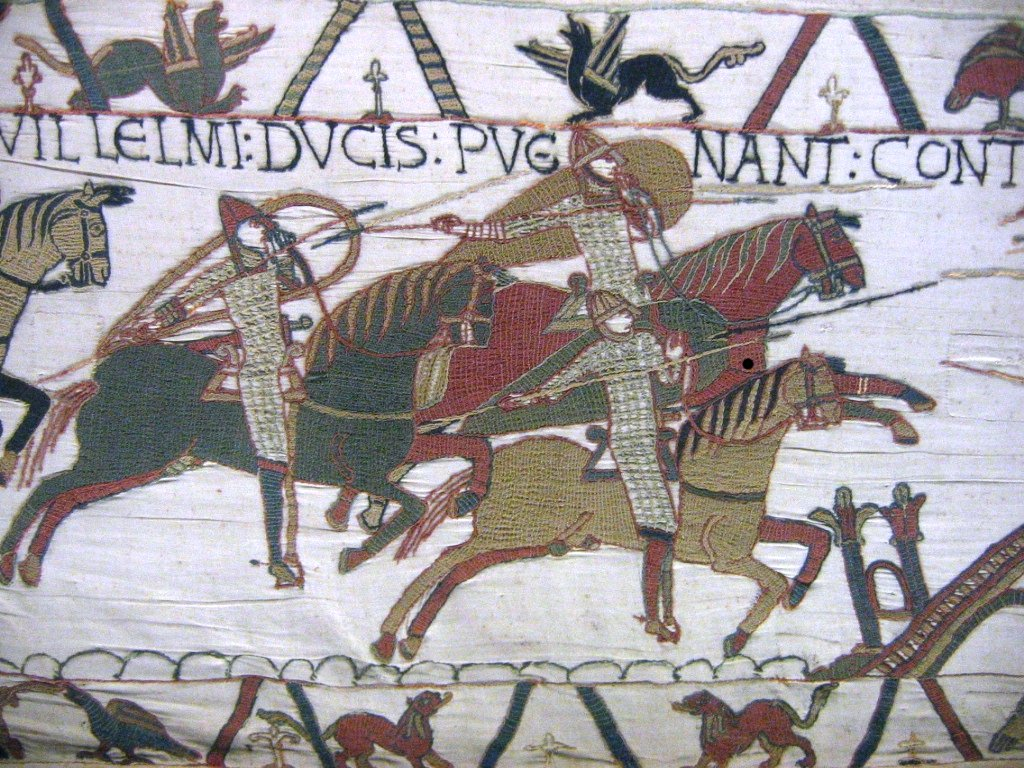
Normannok a Bayeuxi kárpiton (Mathilde királyné faliszőnyege)

A település valószínűleg még a kelta időkben alakult ki. Dol-de-Bretagne a 6. században Bretagne egyik első püspökségéhez tartozott. Szent Sámson, Dol első püspöke volt, Bretagne hét alapító szentjének egyike (meghalt Dol mintegy 565). Ő alapította a doli apátságot és az egyházmegye védnöke volt, amelynek fővárosa lett a Karoling-korban. A város, Dol-de-Bretagne egy állomása volt a középkori hét bretagne-i szárazföldi zarándokútnak (Tro Breiz). A 9. században a várost vikingek fosztották ki, 1064-ben, a normannok ostromolták meg a várost.

## Galéria

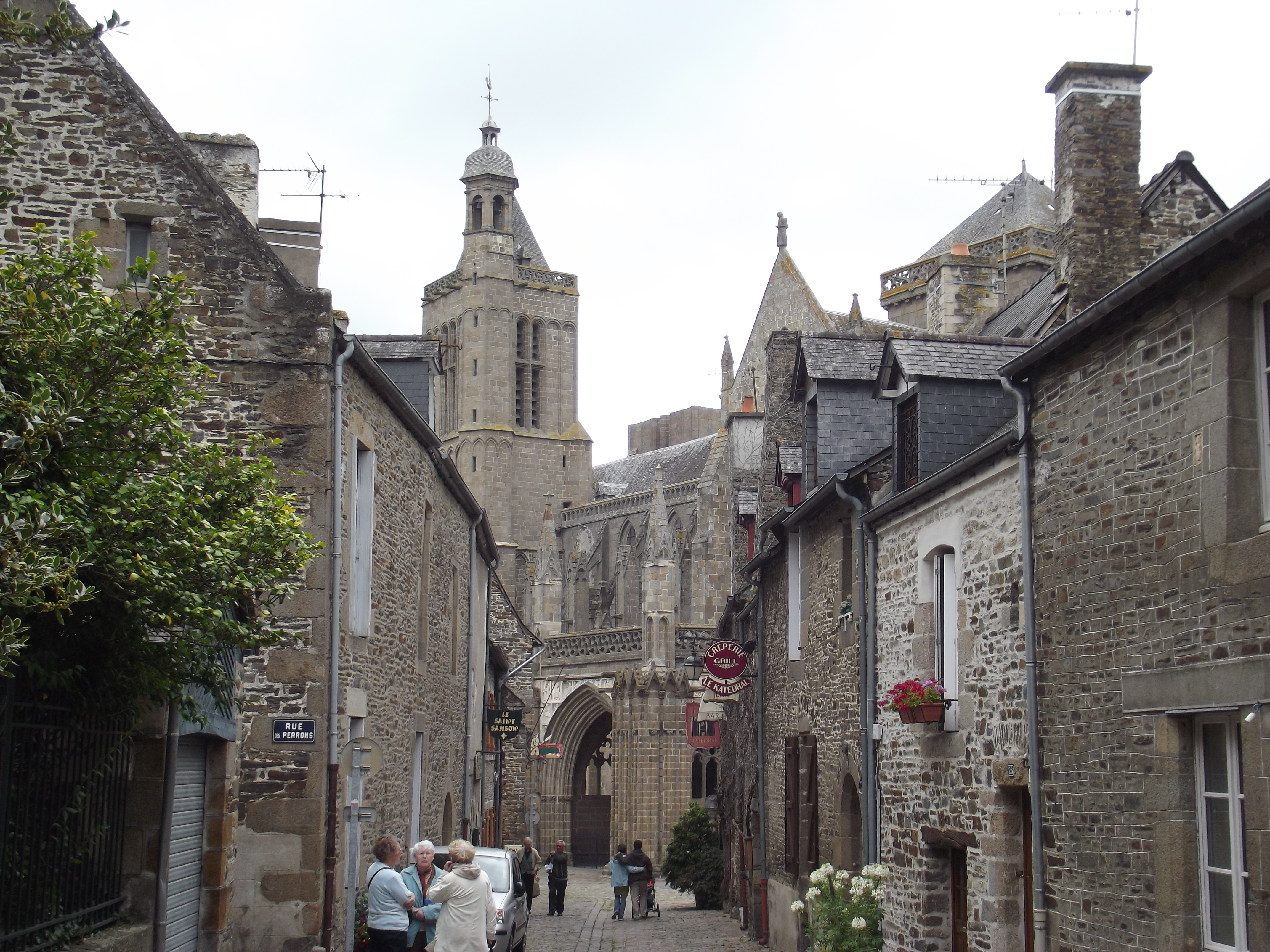
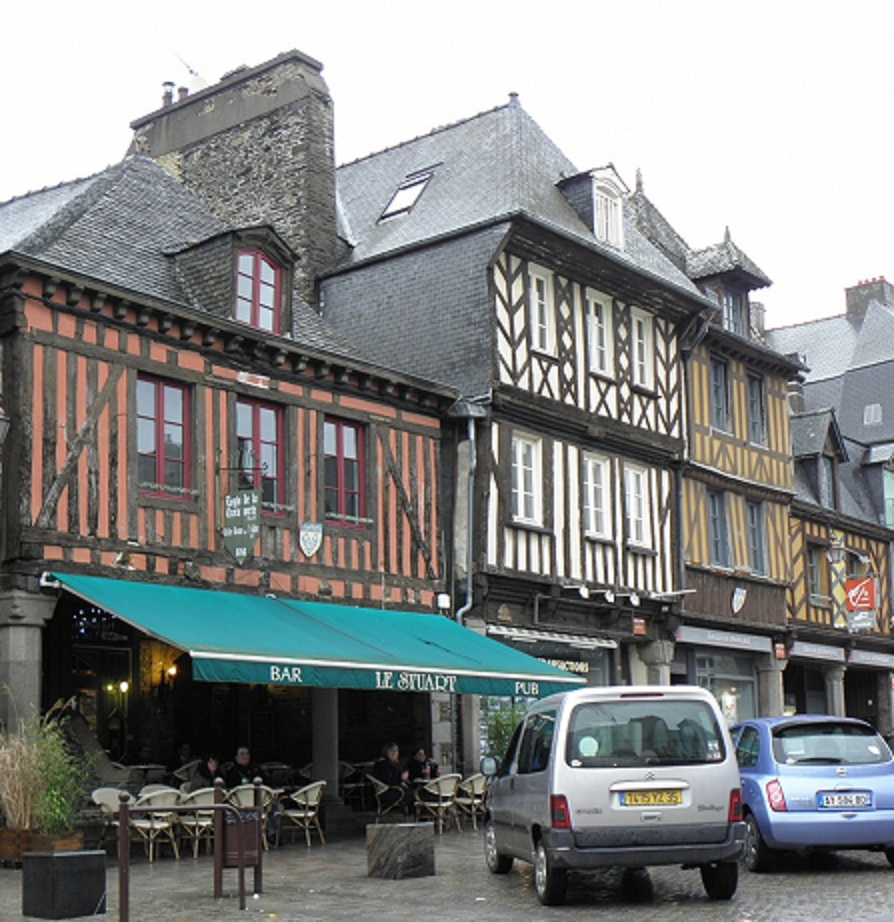
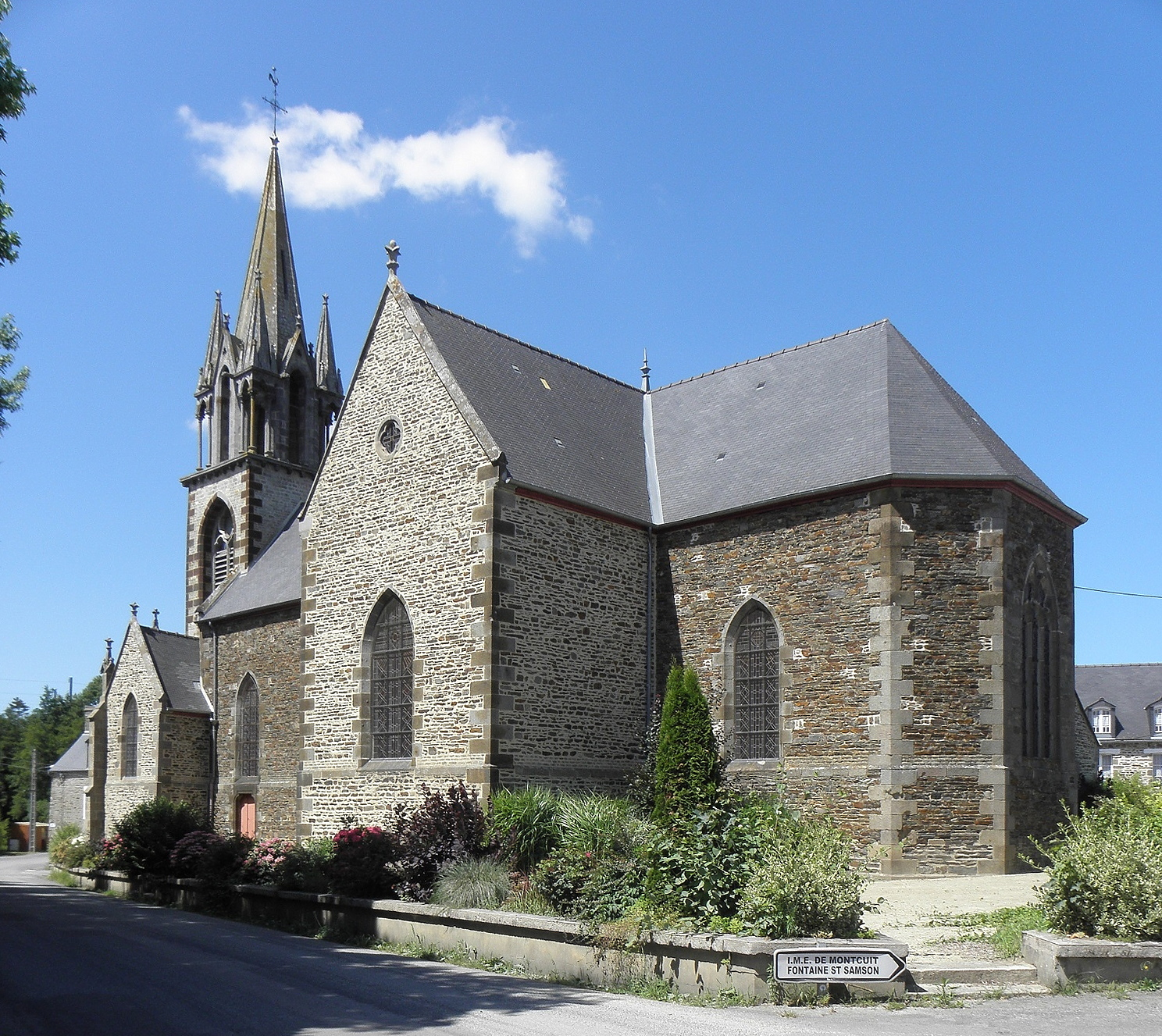
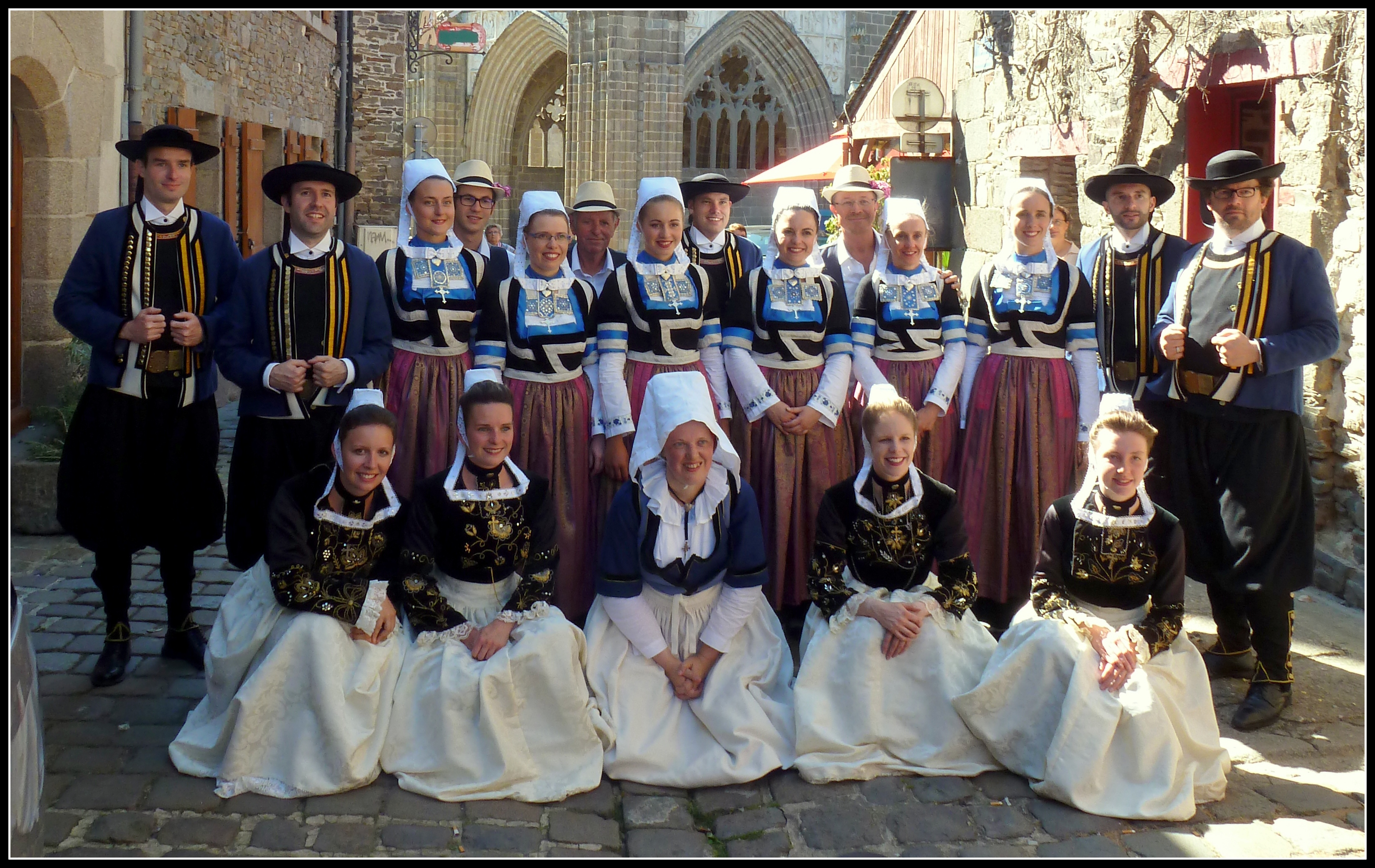
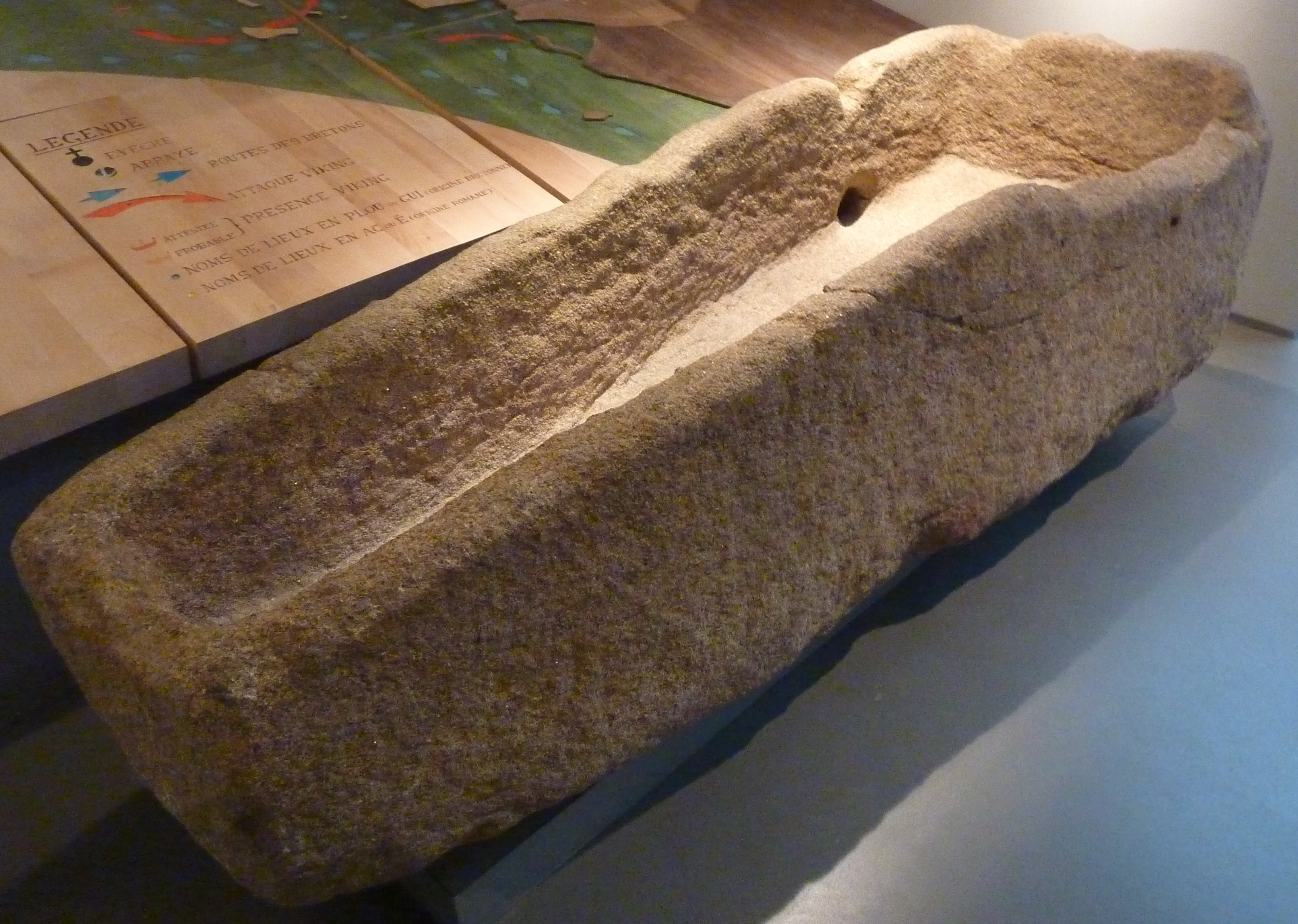
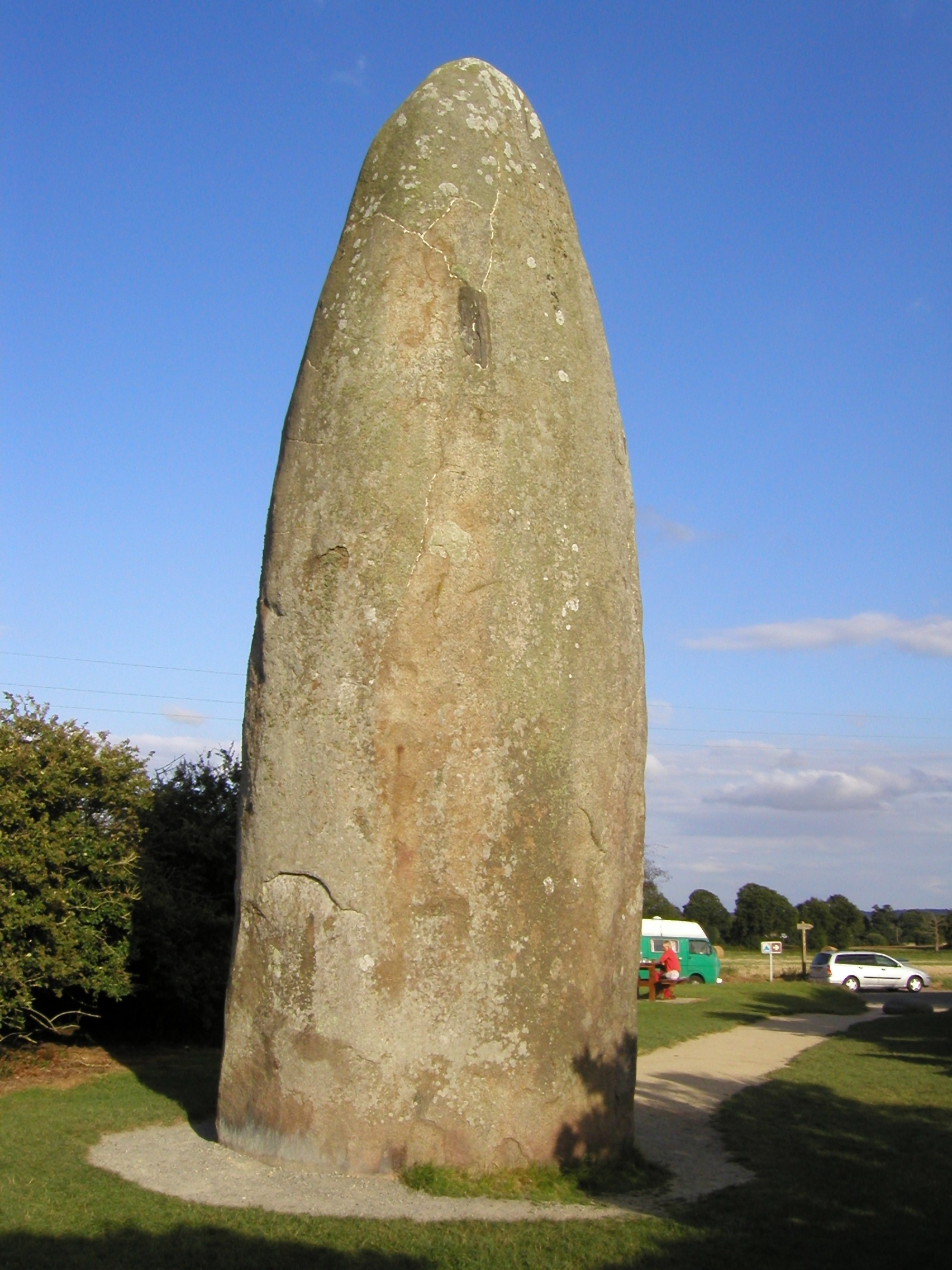